# کلروتپین
کلوروتپین (INN؛ با نام‌های تجاری Clotepin ,Clopiben)، که به عنوان اوکتوکلوتپین نیز شناخته می شود، یک داروی ضدروان‌پریشی از گروه سه‌حلقه‌ای‌ها است. این ماده که از پراتیئپین در ۱۹۶۵ سنتز شد، در جمهوری چک توسط Spofa در حدود ۱۹۷۱ برای درمان روان‌پریشی اسکیزوفرنیک به بازار عرضه شد.

## همچنین ببینید
- متیتپین
- پراتیئپین